# Thompo-Eisfall
Der Thompo-Eisfall ist ein Gletscherbruch im westantarktischen Queen Elizabeth Land. In der Forrestal Range der Pensacola Mountains liegt er zwischen Mount Hummer und Mount Hook am nordöstlichen Rand des Saratoga Table.
Der United States Geological Survey kartierte ihn anhand 1967 durchgeführter Vermessungen sowie mittels Luftaufnahmen, welche die United States Navy 1964 angefertigt hatte. Das Advisory Committee on Antarctic Names benannte ihn 1979 nach dem Luftbildfotografen Robert W. „Thompo“ Thompson von der Navy-Flugstaffel VX-6, der von 1963 bis 1964 Luftaufnahmen im Gebiet der Balleny-Inseln und der Sky-Hi-Nunatakker sowie von 1964 bis 1965 im Gebiet der Pensacola Mountains erstellt hatte.